# Plaza Alta
La Plaza Alta (Place Haute) est la place principale de la partie la plus ancienne de la ville de Badajoz, en Estrémadure, (Espagne).
Située près de l'alcazaba (forteresse), la citadelle construite pendant la domination musulmane, elle a été pendant des siècles et peut-être jusqu'au XXe siècle, avec la Plaza de España, la place principale de la ville.

## Histoire
Jusqu'au XVIIe siècle, la Plaza Alta et la Plaza de San José voisine formaient un seul espace. En raison de la proximité de l'alcazaba et de la Porte du Capitel, on suppose que des souks (marchés) s'y tenaient au Moyen Âge. Au XVe siècle, la plupart des maisons de la région appartenaient à des convertis juifs et maures, qui ont été progressivement remplacés par d'autres familles chrétiennes. À la fin de ce siècle, le siège de la municipalité (ayuntamiento) y a été installé, dans la "Casa del Peso del Colodrazgo". L'hôtel de ville a été transféré en 1799 à son emplacement actuel sur la Plaza de San Juan. D'autres institutions publiques ont également fonctionné sur la place, comme le pósito (un entrepôt de céréales dont la principale fonction était de faire des prêts de céréales à des prix abordables aux nécessiteux).
Au XVIIIe siècle, on a tenté de transformer la vieille place en une "Plaza Mayor" fermée, de style monumental, avec des portiques tout autour, semblables à ceux que l'on trouve dans plusieurs villes espagnoles, mais uniques en Estrémadure. Le projet, conçu en grande partie en 1699, probablement par Francisco Revanales, maître de la cathédrale, sur ordre de l'évêque Marín de Rodezno, dénote de fortes influences des théories de Sebastiano Serlio (1475-1554). Entre 1699 et 1703, un des plus petits côtés et une partie des deux plus grands ont été construits. Seul un tiers environ de l'ouvrage a été achevé, qui est resté inachevé même après la construction d'une partie d'un autre côté à la fin du XVIIIe siècle. La décoration, qui simule des silhouettes simples, des oreillettes à pointe de diamant, des pyramides tronquées et d'autres motifs géométriques plus complexes, manifestement inspirés de Serlio, est unique au monde et constitue l'un des rares vestiges de l'époque baroque en Espagne.
À la fin du XIXe siècle, un grand marché a été construit sur la place, une grande structure moderne en fer, qui se trouve actuellement sur le campus de l'université d'Estrémadure. En 2004, les façades ont été restaurées et peintes, prétendument pour lui redonner sa coloration originale particulière, dont la fidélité historique est controversée.

## Description
La place est un large espace rectangulaire plat, de 90 mètres sur 30, avec des arcades presque tout autour. Dans l'angle oriental se trouve un arc qui communique avec la Tour de l'Apendiz, le quartier Galera et les jardins de l'ancien musée archéologique. Au nord se trouve la place San José, qui est annexée et à laquelle elle est reliée par l'Arc du Peso du Colodrazgo, où se trouvait l'hôtel de ville jusqu'à la fin du XVIIIe siècle. Le nom de l'arc et du bâtiment vient du fait que les poids et mesures y étaient contrôlés (le colodrazgo était une taxe payée pour la vente de vin). La Place San José est plus petite et plus ouverte et ses bâtiments ont une apparence plus modeste. Certains d'entre eux datent du XVe siècle et possèdent également des portiques.
Près de l'Arc du Peso du Colodrazgo se trouve la Porte du Capitel de la citadelle islamique, sur laquelle se trouve une inscription qui mentionne les travaux réalisés à cet endroit en 1548, lorsque le maire de la ville était Don Nuño de la Cueva.

## Galerie

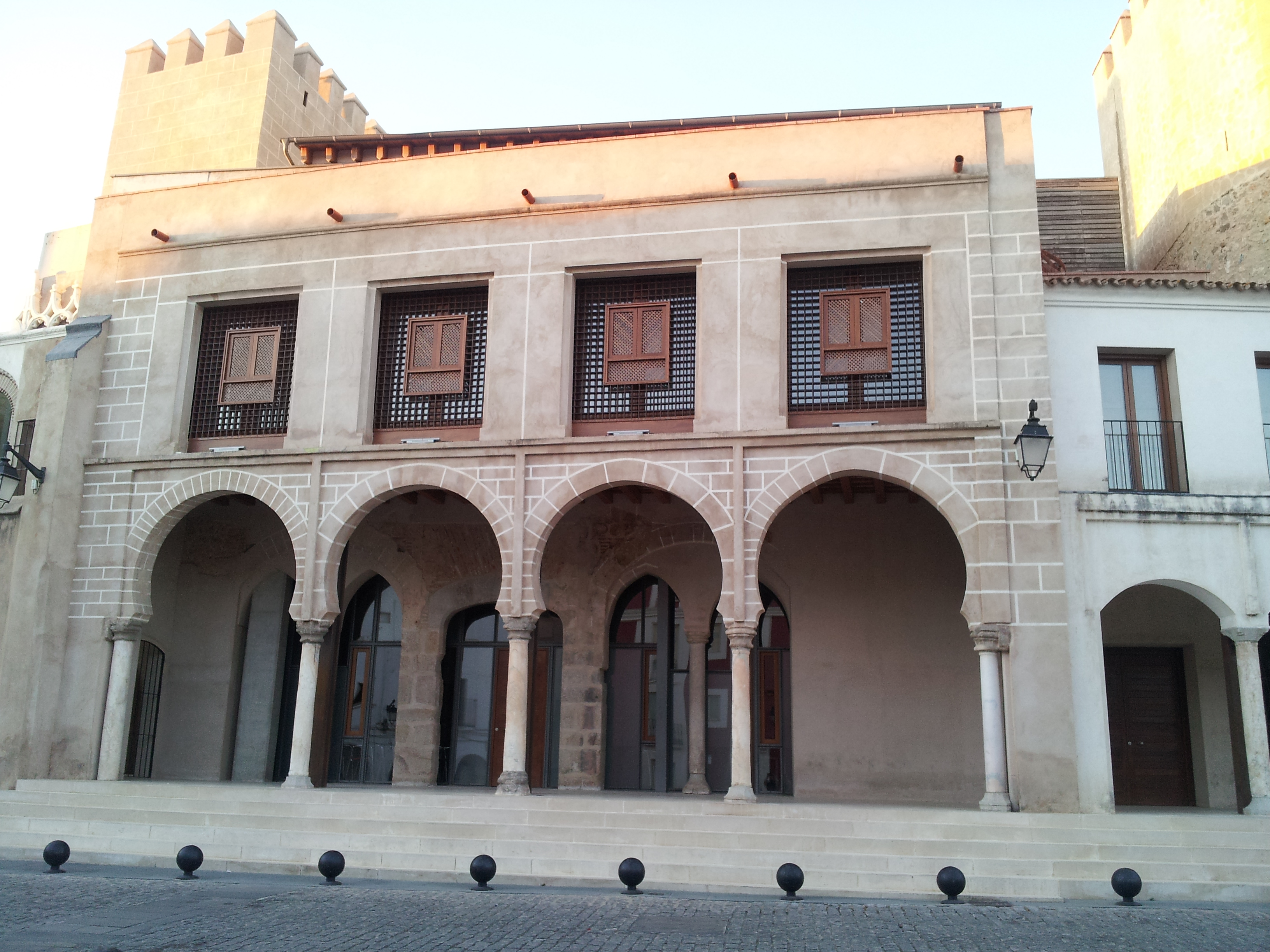
Ancien siège de l'hôtel de ville
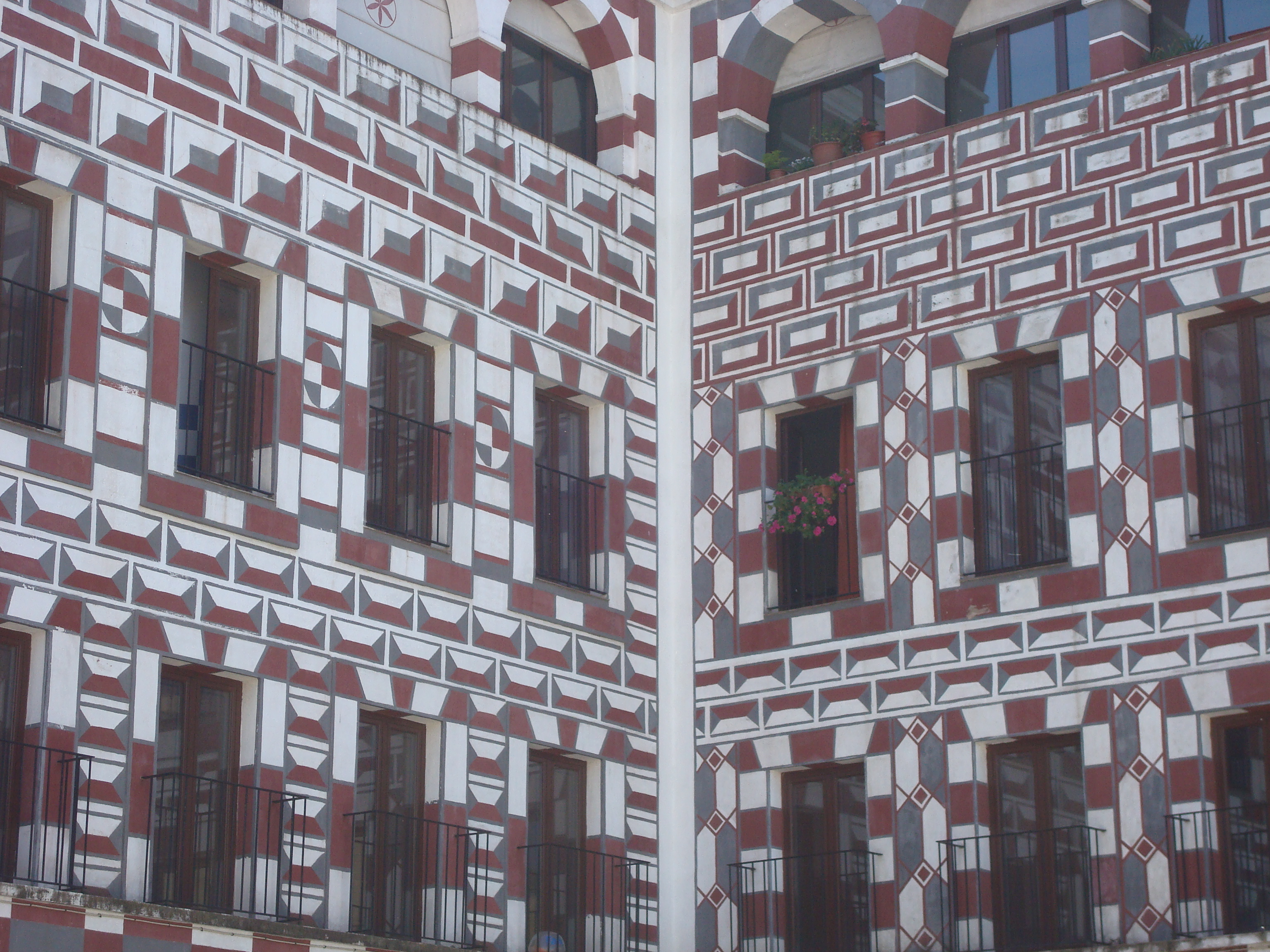
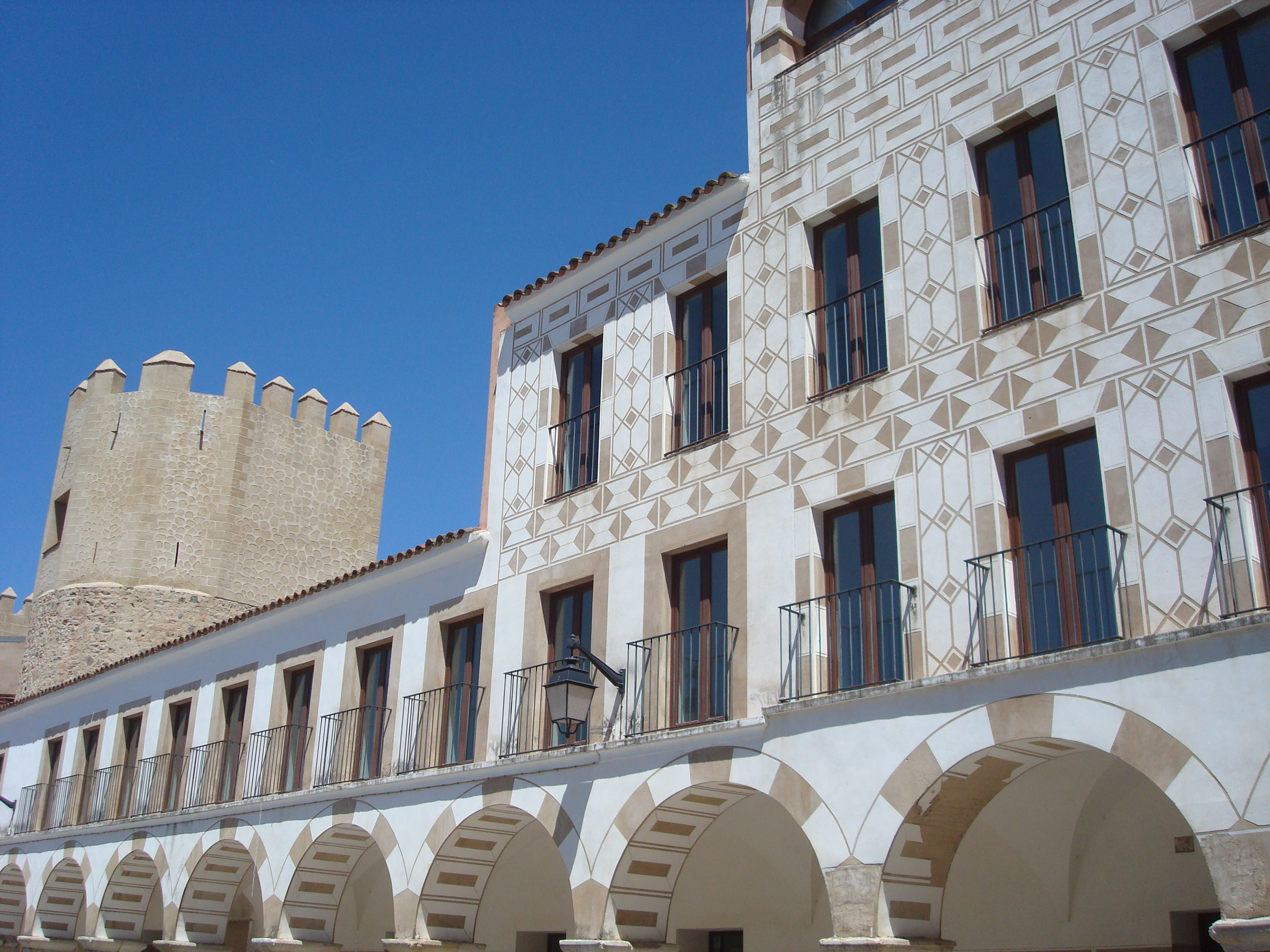
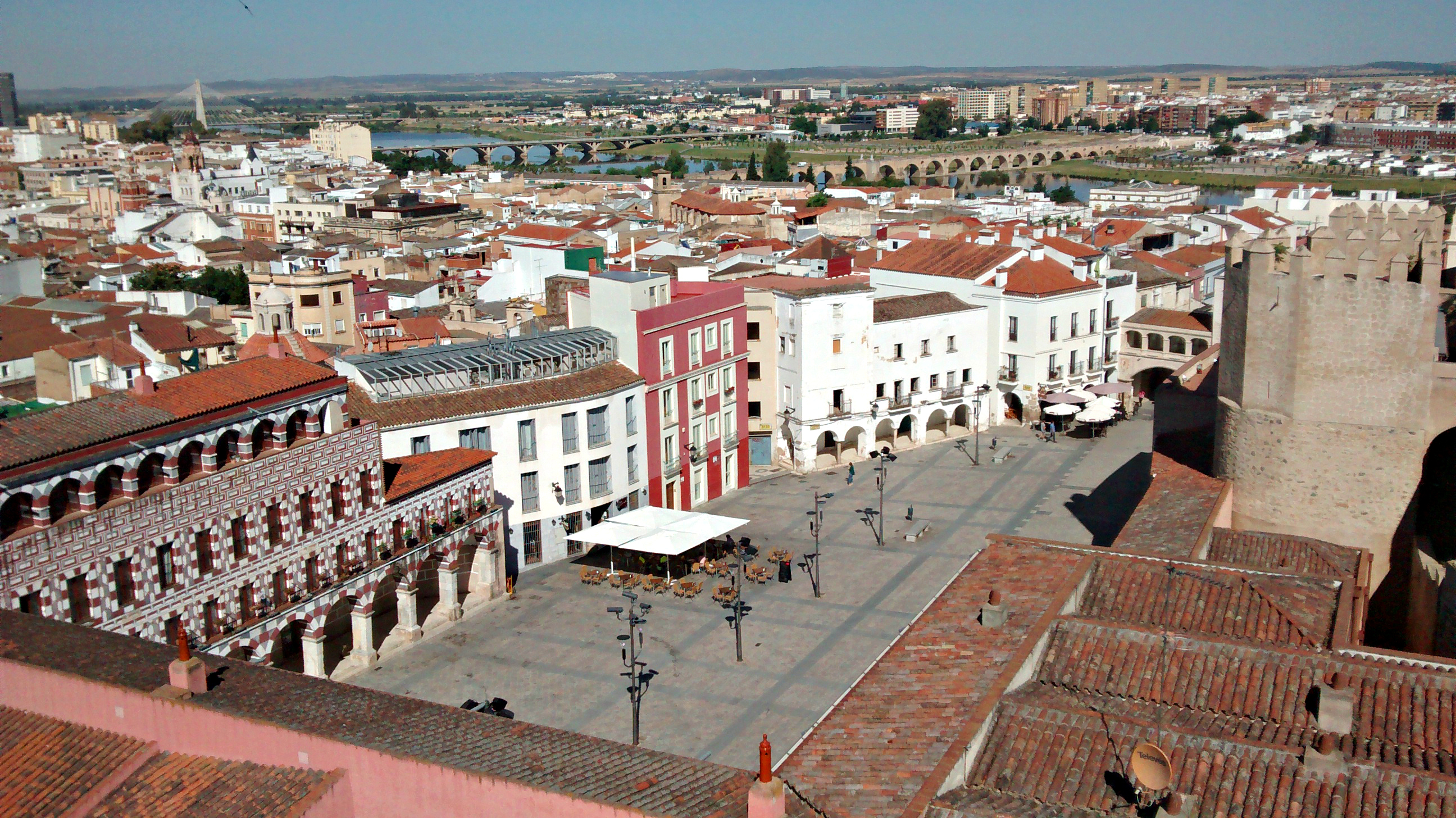
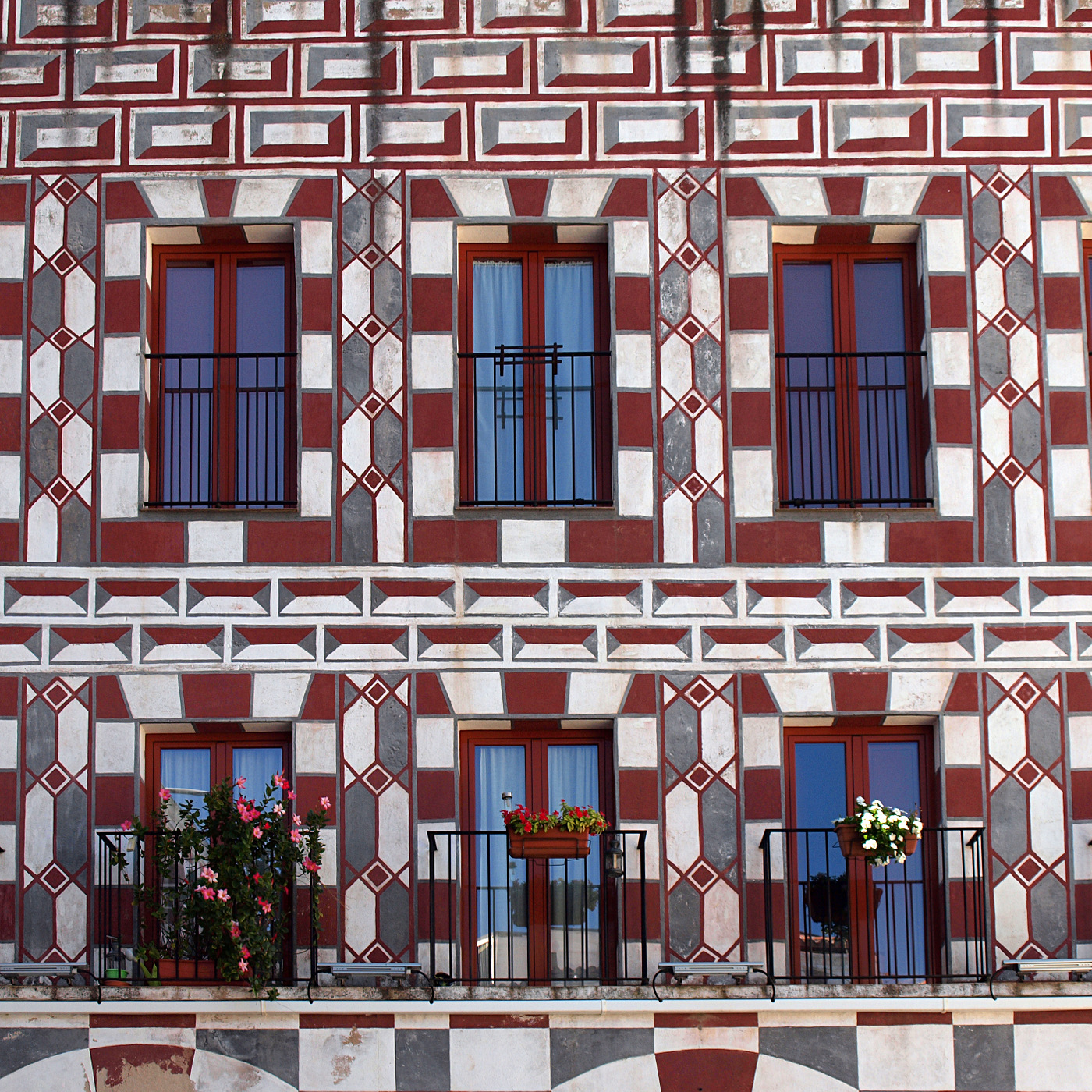
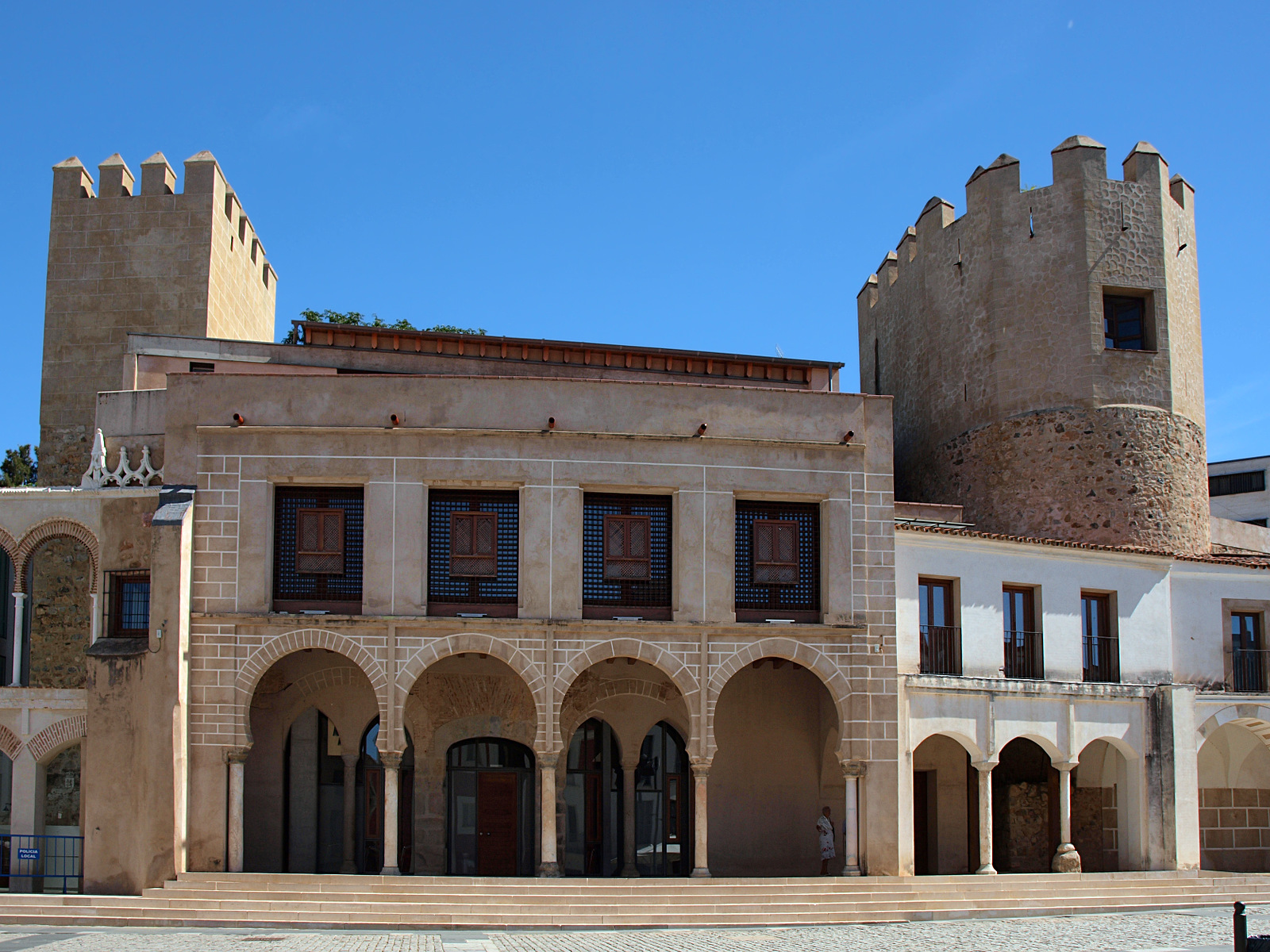
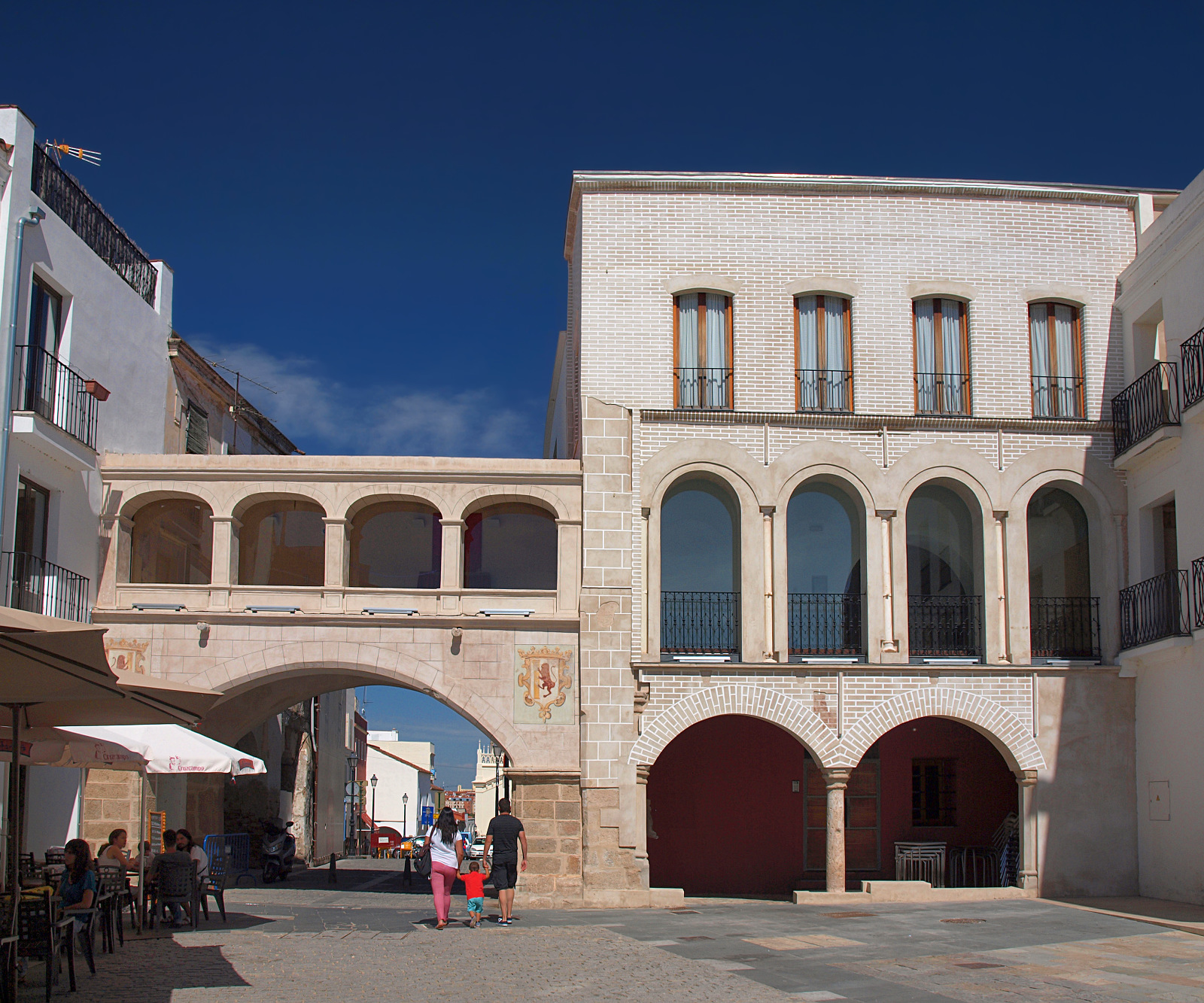
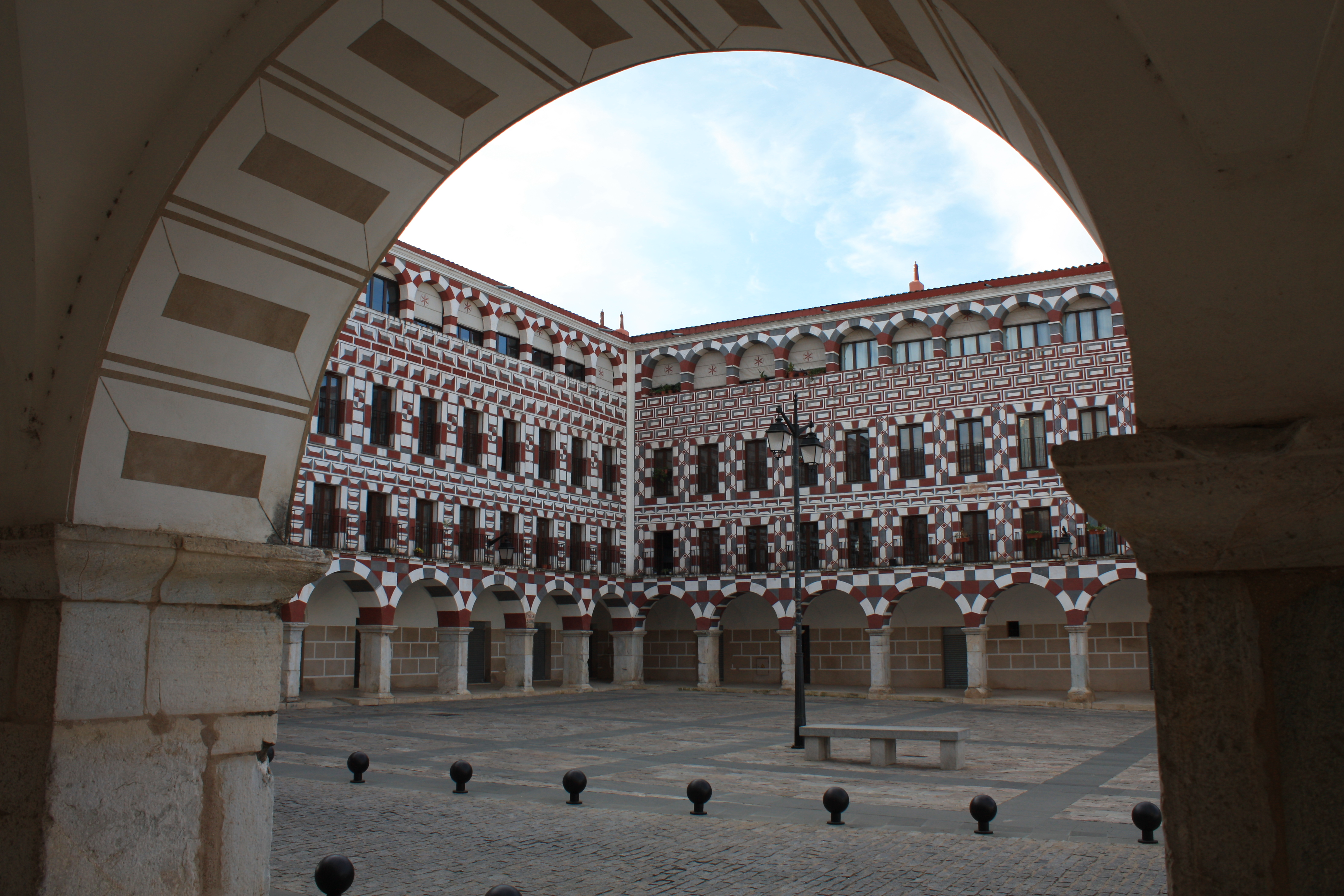
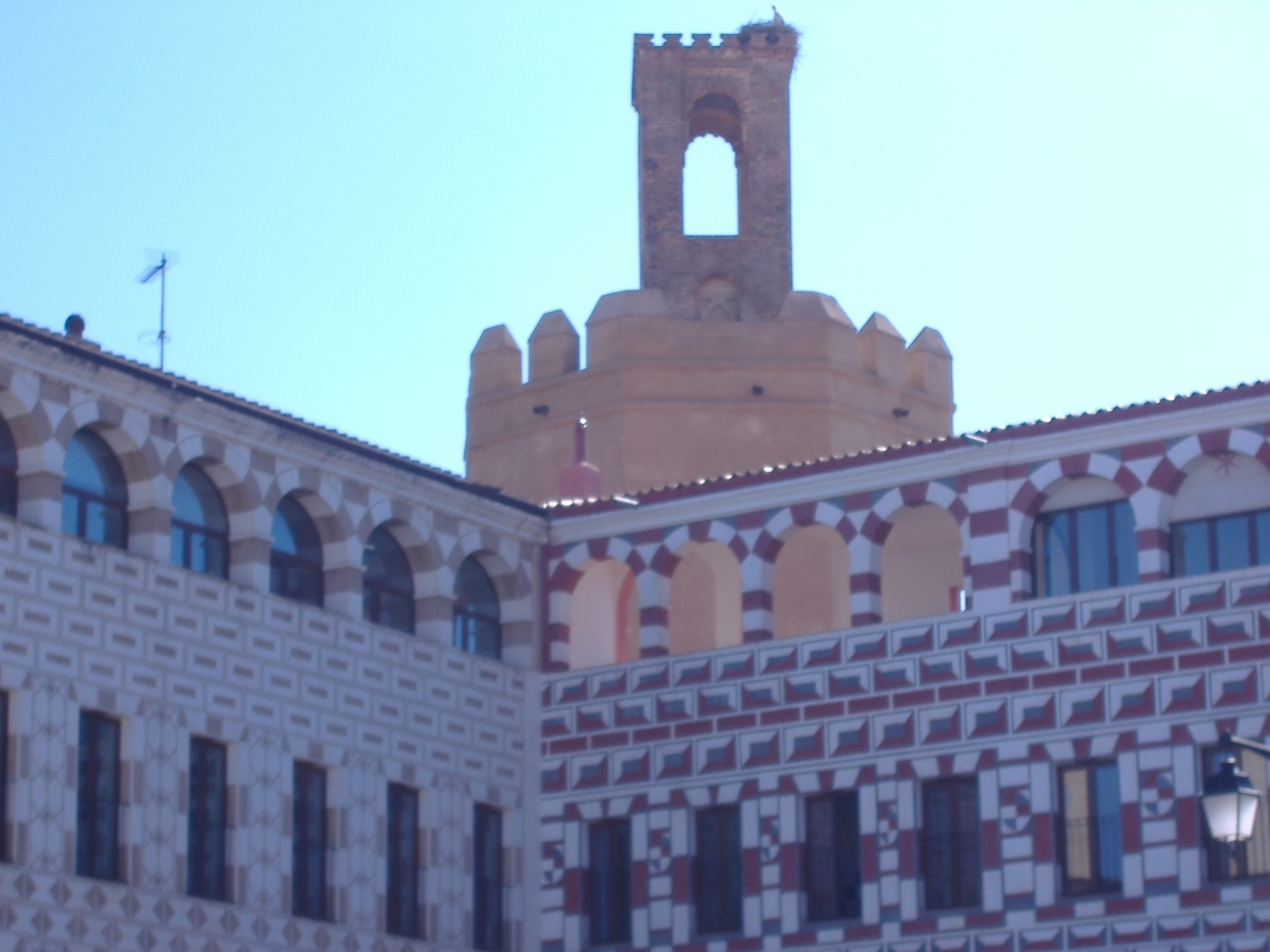
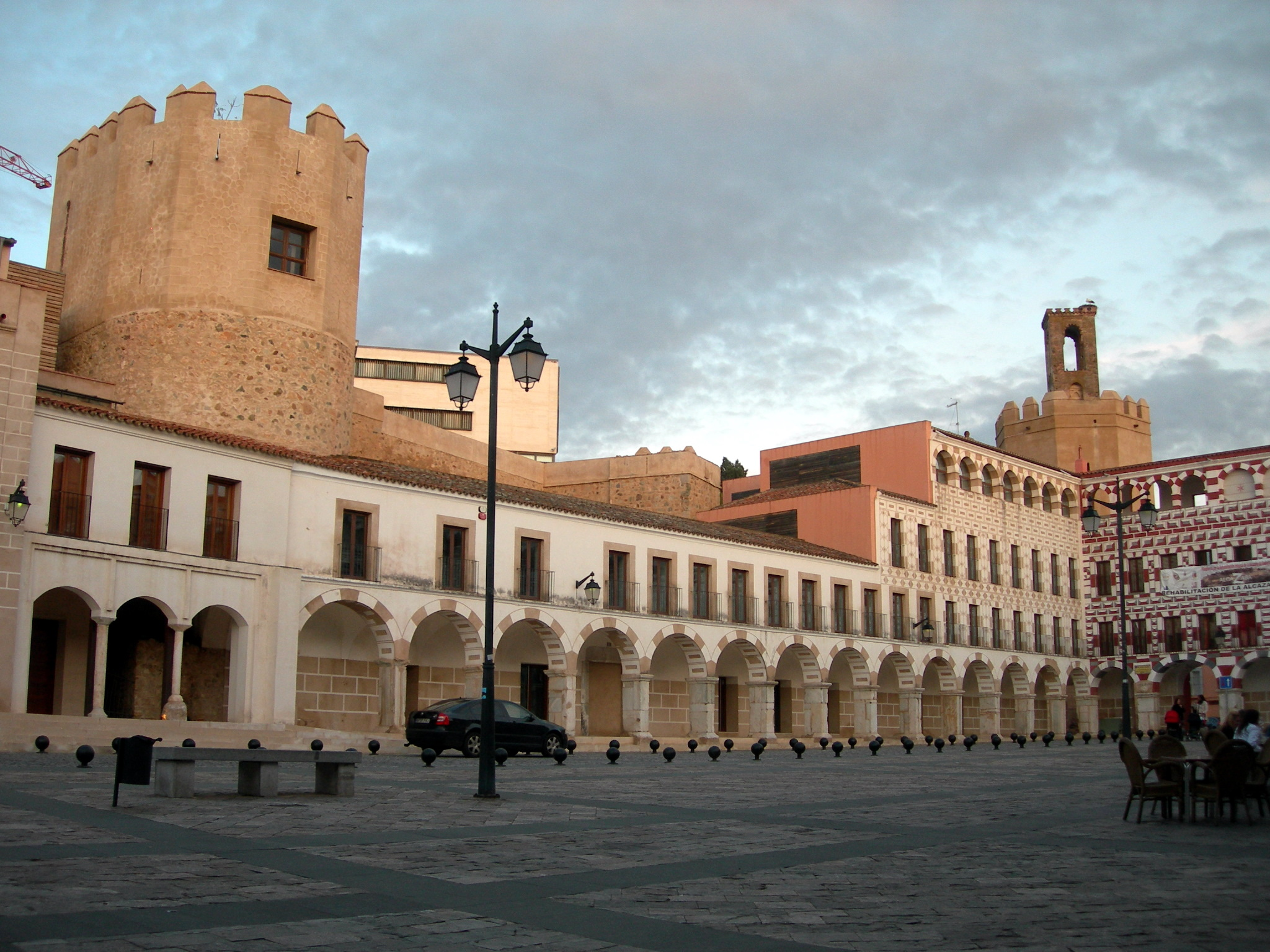

## Réferences
1. 1 2 3 4 5  « Plaza Alta » (en espagnol). Ayuntamiento de Badajoz. www.aytobadajoz.es. Consulté le 28 mai 2014. Archivé le 28 mai 2014
2. 1 2  « Plaza Alta » (en espagnol). www.turismobadajoz.es. Consulté le 28 mai 2014. Archive original le 28 mai 2014
3. 1 2  González González, José-Manuel (2008–2009), « Influencia de Serlio en la decoración de la Plaza Alta de Badajoz » (PDF), Norba-Arte,  (ISSN 0213-2214) (en espagnol), XXVIII-XXIX: 311, consulté le 30 mai 2014
4. ↑  González González 2008-2009, p. 312.
5. ↑  González González 2008-2009, p. 313–315.
6. ↑  González González 2008-2009, p. 314.